# Roger L'Estrange
Roger L'Estrange (17 de diciembre de 1616 - 11 de diciembre de 1704) fue un escritor inglés del siglo XVII, defensor de las tesis realistas durante la primera revolución inglesa. En 1644 dirigió una conspiración en favor de Carlos I de Inglaterra y fue condenado a muerte por espionaje. Sin embargo, después de cuatro años de cárcel, L'Estrange consiguió huir, refugiándose en Holanda. En 1653 le fue concedida una amnistía por parte de Oliver Cromwell.
En 1663, durante la Restauración inglesa, Roger L'Estrange inició una carrera como periodista, publicando un periódico llamado The Public Intelligencer. Siguió implicado en controversias políticas durante toda su vida. En 1685 fue nombrado caballero por Jaime II de Inglaterra. Más tarde, este ardiente tory, adversario de la tolerancia religiosa, fue arrestado numerosas veces por estar mezclando en diversas conspiraciones contra Guillermo III de Inglaterra.
Además de sus escritos panfletarios o periodísticos, L'Estrange realizó numerosas traducciones al inglés de obras de la literatura clásica como las fábulas de Esopo.
- Datos: Q334268
- Multimedia: Roger l'Estrange / Q334268